# Jean-Germain Leverdays
Jean-Germain Leverdays, né le 31 août 1772 à Mortain (Manche), où il meurt le 11 avril 1849, est un médecin et homme politique français. Issu d’une famille de notables, il est brièvement maire de Mortain puis député.

## Biographie
Jean-Germain Leverdays est le fils de Jean François Le Verdais, avocat au bailliage de Mortain, et de Charlotte Michelle Boré. Marié à Madeleine Louise Poirier de La Gautrais, il est le beau-père de Pierre Ambroise Couyer de La Chesnardière et de Lodoïc Le Verdais.
Docteur en médecine et maire de Mortain de 1830 à 1831, il est élu le 5 juillet 1831, député du 7e collège de la Manche, par 145 voix sur 195 votants, contre 89 à Louis Costaz, ancien membre du Tribunat. Jean-Germain Leverdays siége dans la majorité conservatrice.
Démissionnaire l'année d'après, il est remplacé le 27 décembre 1832 par Alexis Legrand.

## Sources
- « Jean-Germain Leverdays », dans Adolphe Robert et Gaston Cougny, Dictionnaire des parlementaires français, Edgar Bourloton, 1889-1891 [détail de l’édition]